# 里昂第五区
里昂第五区是法国里昂的九个区之一。面积6.23平方公里，人口46965人。
里昂第五区成立于1852年3月24日，是最早成立的五个区之一，位于索恩河西岸，富维耶山和里昂老城所在地，是里昂最早发展的地区。
45°46′40.69″N 4°49′40.53″E / 45.7779694°N 4.8279250°E